# Wisseloordbunker
De Wisseloordbunker is een voormalige militaire verbindingsbunker en bunkerwoning, gebouwd in opdracht van de Duitsers in de Tweede Wereldoorlog in 1943, gelegen aan de Catharina van Renneslaan 5 in Hilversum.

## Geschiedenis
Naast de Villa Wisseloord  werd in het door de Duitsers gecontroleerde gebied in Zitadelle Hilversum, op een aantal honderden meters van de commandobunker Blaskowitzbunker een zogeheten bunkerwoning gebouwd, die als verbindingsbunker fungeerde in het gebied tussen de verschillende andere locaties waar telefonie- en telegrafieapparatuur stond voor de Wehrmacht tijdens de Tweede Wereldoorlog.

### Bunker
De bunker behoorde tot de categorie Verstärkt Feldmaßige bunkers, wat inhoudt dat het dak en de muren van het gebouw minder dan 2 meter dik zijn. Deze commandobunker stond weer in contact met een radiobunker en een grote radio- en telefooncentrale, die nabij in de buurt gelegen waren.
In Nederland is deze bunker uniek in zijn soort: bij de bouw van de bunker werd tevens op het dak van de bunker een zogeheten bunkerwoning gebouwd, waarmee de Duitse manschappen binnendoor via een trap de bunker konden bereiken. Dit was behalve praktisch ook een camouflagemiddel. Op het dak was tevens een groot dakterras.
Verantwoordelijk binnen het Duitse leger voor alle toenmalige communicatiemiddelen in Nederland, was WehrmachtnachrichtenFührer generaal-majoor Heinrich Claes met zijn staf.
Gedurende de oorlog werd getracht met informatie van het verzet om het bunkercomplex uit te schakelen, echter ondanks bombardementen in de buurt op het nabijgelegen Rudelsheimcomplex heeft er nooit een bombardement op dit complex plaatsgevonden.

## Heden
Na de Tweede wereldoorlog kwam het complex in de handen van de Nederlandse defensie, die een nieuwe toegangspoort liet bouwen. Na het vertrek van Defensie is de bunker met woning in particuliere handen terechtgekomen. Hoewel de bunker een hoge cultuurhistorische waarde heeft, heeft deze geen monumentstatus.